# Peter Cooper Hewitt

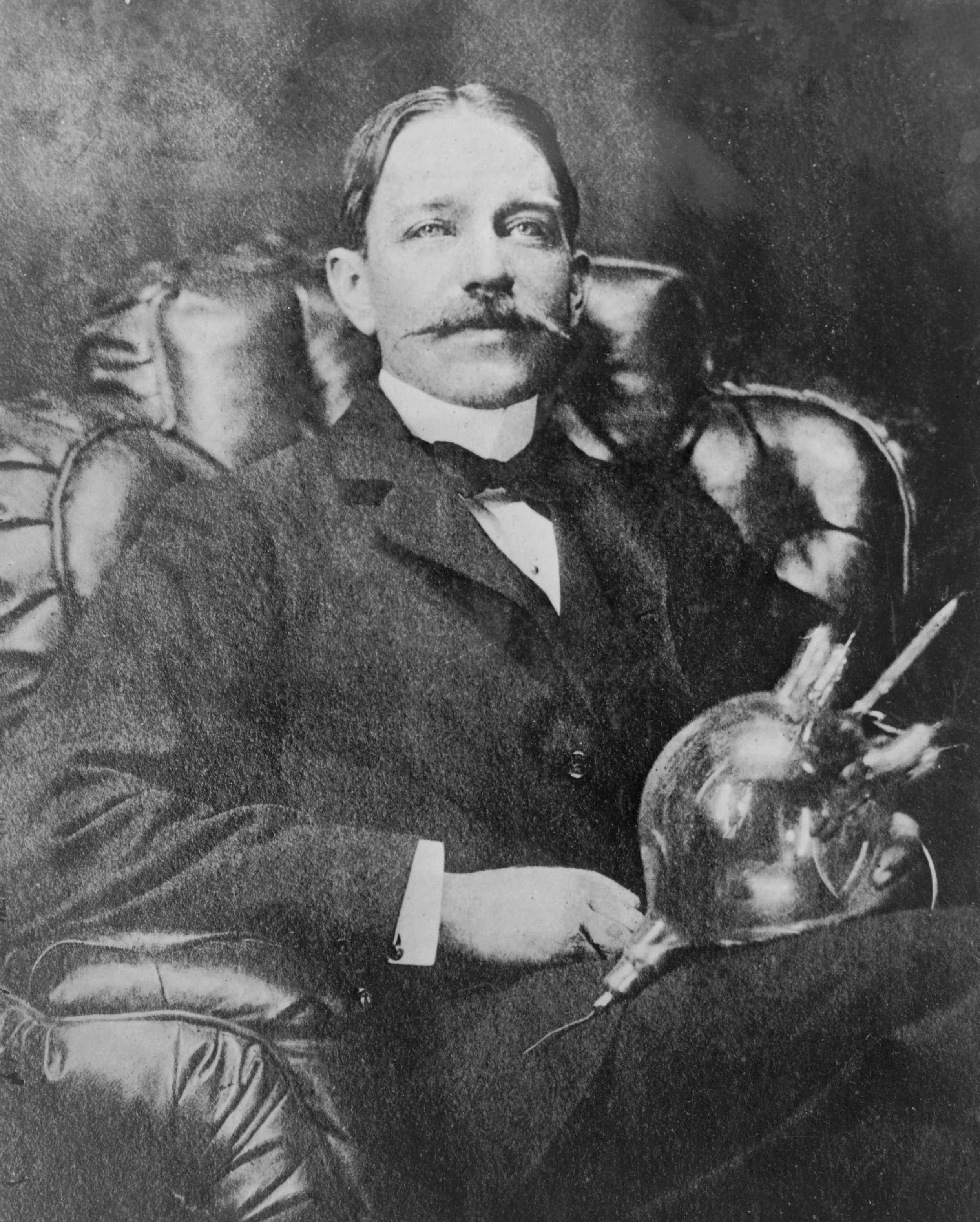
Peter Cooper Hewitt ca. 1900-1910

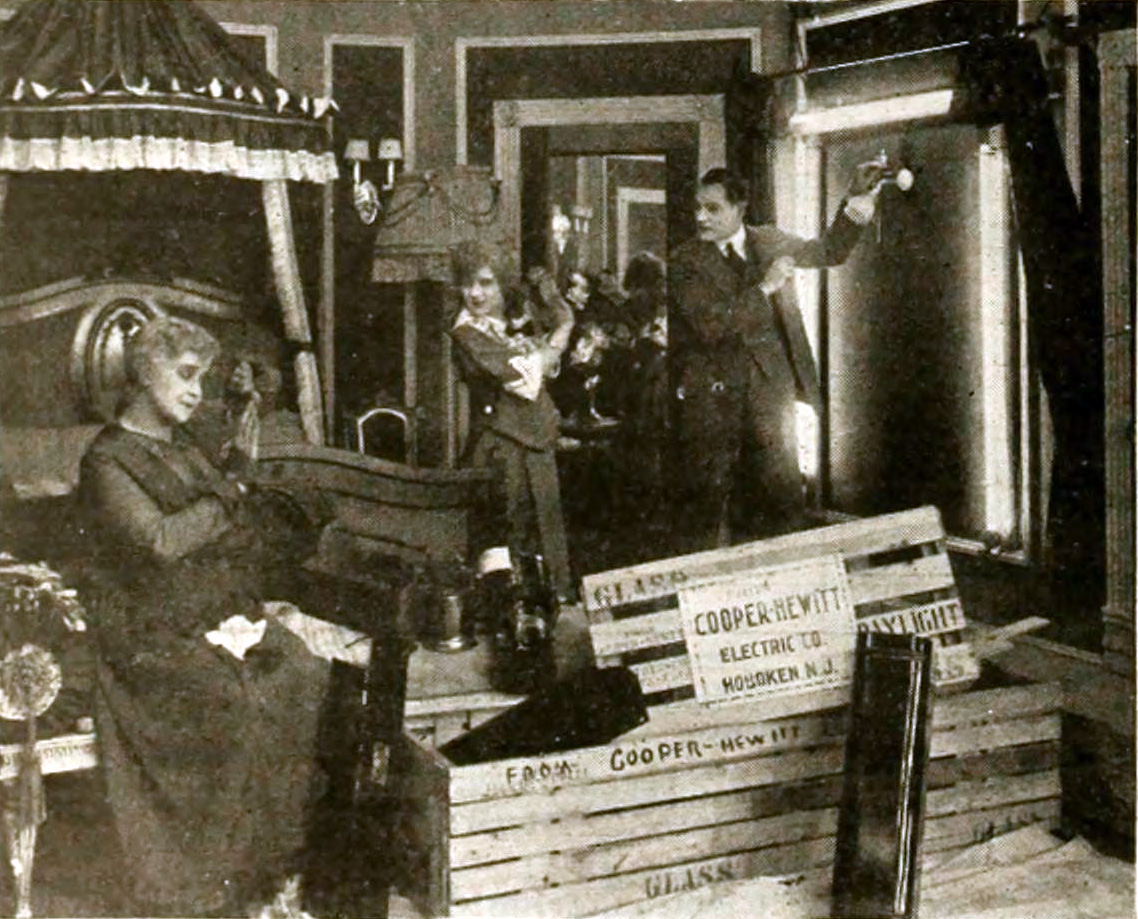
The Mysteries of Myra (1916)

Peter Cooper Hewitt (New York, 5 mei 1861 – Parijs, 25 augustus 1921) was een Amerikaans elektrotechnicus die in 1901 de kwiklamp uitvond, de voorloper van de moderne tl-lamp en spaarlamp.

## Biografie
Hewitt was de zoon van Abram Stewens Hewitt, burgemeester van New York en Sarah Amelia Cooper. Hij was kleinzoon van de industrieel Peter Cooper. Hij verkreeg zijn opleiding aan het Stevens Institute of Technology en de Columbia University School of Mines. Na zijn opleiding ging hij met geld van zijn vader en grootvader zijn eigen ideeën verwezenlijken. Het resultaat was dat het grootste deel van zijn volwassen leven in het teken stond van wetenschappelijke experimenten en onderzoek. Hoewel hij met deze toewijding verscheidene patenten verkreeg, leverde zijn arbeid pas resultaat op toen hij eind jaren 1890 zich ging bezighouden met de elektrotechniek.

## Carrière
Zijn eerste belangrijke uitvinding was de Cooper Hewitt kwikdamplamp. Als basis gebruikte hij de gasontladingsbuis die de Duitsers Julius Plücker en Heinrich Geißler in het midden van de 19e eeuw hadden gebouwd. Deze hadden ontdekt dat wanneer er een elektrische stroom door een gedeeltelijk geëvacueerde glazen buis werd gestuurd deze licht uitstraalde.
De gasontladingsbuis van Hewitt was gevuld met een kleine hoeveelheid kwik, die door een elektrische stroom heen te leiden werd opgewarmd tot kwikdamp. Om de lamp te starten moest de lamp eerst gekanteld worden zodat het vloeibare kwik een elektrische sluiting maakt tussen de twee elektrodes. Ondanks dat zijn kwikdamplamp veel efficiënter was dan de kooldraadlampen, straalde het een onprettig blauwig-groen licht uit. Het praktische gebruik beperkt zich dan ook tot professionele toepassingen, zoals fotografie waar kleur geen probleem was omdat men nog met zwart-witfoto's werkte. Later paste hij fluorescerende materialen toe om wat meer rood in het licht te verkrijgen.
In 1902 ontwikkelde Hewitt de eerste kwikdampgelijkrichter, een apparaat om wisselstroom om te zetten in gelijkstroom. Het werd toegepast in elektrische tractie, industrie en de eerste hoogspanningsgelijkstroomelektriciteitslijnen, maar is tegenwoordig volledig verdrongen door vermogenselektronica. Voor deze uitvinding ontving Hewitt de prestigieuze Elliott Cresson Medal van het Franklin Institute.
Met steun van de industrieel George Westinghouse – die de dominatie van Edison's gloeilamp wilde doorbreken – richtte Hewitt in 1902 het bedrijf Cooper-Hewitt Electric Co. op voor de fabricage van zijn lampen en gelijkrichters. Het bedrijf groeide zo goed dankzij zijn uitvindingen dat in 1914 General Electric Co. een meerderheidsbelang in het bedrijf nam.
In 1907 ontwikkelde en testte hij de eerste draagvleugelboot. En in 1916 ontwikkelde Hewitt samen met Elmer Sperry de Hewitt-Sperry Automatic Airplane, de eerste succesvolle voorloper van het onbemand luchtvaartuig (UAV).

## Privé
Hewitt was tweemaal gehuwd; zijn eerste huwelijk in 1887 met Alice Work eindigde in een scheiding. Zijn tweede huwelijk was in 1918 met Margo J. Bruguiere. Hij overleed in 1921 in het Hôpital Américain de Paris.
- International Standard Name Identifier: 0000 0000 7484 0679
- Library of Congress Control Number: no2010004504
- MusicBrainz: dff8c832-c095-44f0-89f7-7b3e4a819cf4
- SNAC: w6bg751x
- Virtual International Authority File: 106862038
- WorldCat: E39PBJjdbjMk8Qpkxj39jVG8md